# جوایز جوان هالیوود ۲۰۱۳
۱۵مین دوره جوایز سالانه جوان هالیوود در روز پنجشنبه ۱ اوت ۲۰۱۳ در لس آنجلس کالیفرنیا برگزار شد.

## برندگان و نامزدها
Reference:
| Fan Favorite                  | One to Watch                    |
| ----------------------------- | ------------------------------- |
| - دیو فرانکو                  | - بلا تورن                      |
| Male Breakthrough Performance | Female Breakthrough Performance |
| - لیام جیمز                   | - تاتیانا مازلانی               |
| Actor of the Year             | Female Superstar of Tomorrow    |
| - کیت هرینگتون                | - آناسوفیا راب                  |
| SodaStream Unbottle the World | Crossover of the Year           |
| - لورن کنراد                  | - لوسی هیل                      |
| Style Icon                    | Role Model                      |
| - کلی آزبورن                  | - کودی سیمپسون                  |
| Best Male Artist              | Breakout Artist                 |
| - میگل (خواننده)              | - آستین ماهون                   |
| Fan Favorite–Album            | Most Anticipated Tour           |
| - سلنا گومز                   | - سلنا گومز                     |
| Best Ensemble                 | Internet Sensation              |
| - تین ولف                     | - Sharknado                     |